# 恋の熱帯低気圧
『恋の熱帯低気圧』（こいのねったいていきあつ）は、海野つなみによる日本の漫画作品。

## 概要
『なかよし』（講談社）において、1993年から1993年まで連載された。

## 書誌情報
海野つなみ 『恋の熱帯低気圧』 講談社〈講談社コミックスなかよし〉、全1巻
- 1巻、1993年7月6日発行、ISBN 4-06-178754-3